# 灰屋紹由
灰屋 紹由（はいや じょうゆう、生年不詳 - 元和8年3月26日 （1622年5月6日））は、江戸時代前期の町衆・連歌作者。本姓は佐野、号は紹由（初めは承由）。
京の生まれ。佐野家は代々紺灰問職を管領していたが、紹由の代には「灰屋」の屋号を残すのみであったと推測されている。
連歌を里村紹巴に師事し、後には里村昌琢の周辺で活動した。慶長頃からは八条宮智仁親王やその兄の曼殊院宮良恕法親王と親交を深めた。
元和8年（1622年）3月26日没、戒名「自徳院紹由日糺」。墓は立本寺にある。
養子に灰屋紹益がいる。

## 演じた俳優
- 宮本武蔵 一乗寺の決斗（1964年（昭和39年）1月1日公開）演：東野英治郎